# Rivalidad Hamilton-Rosberg

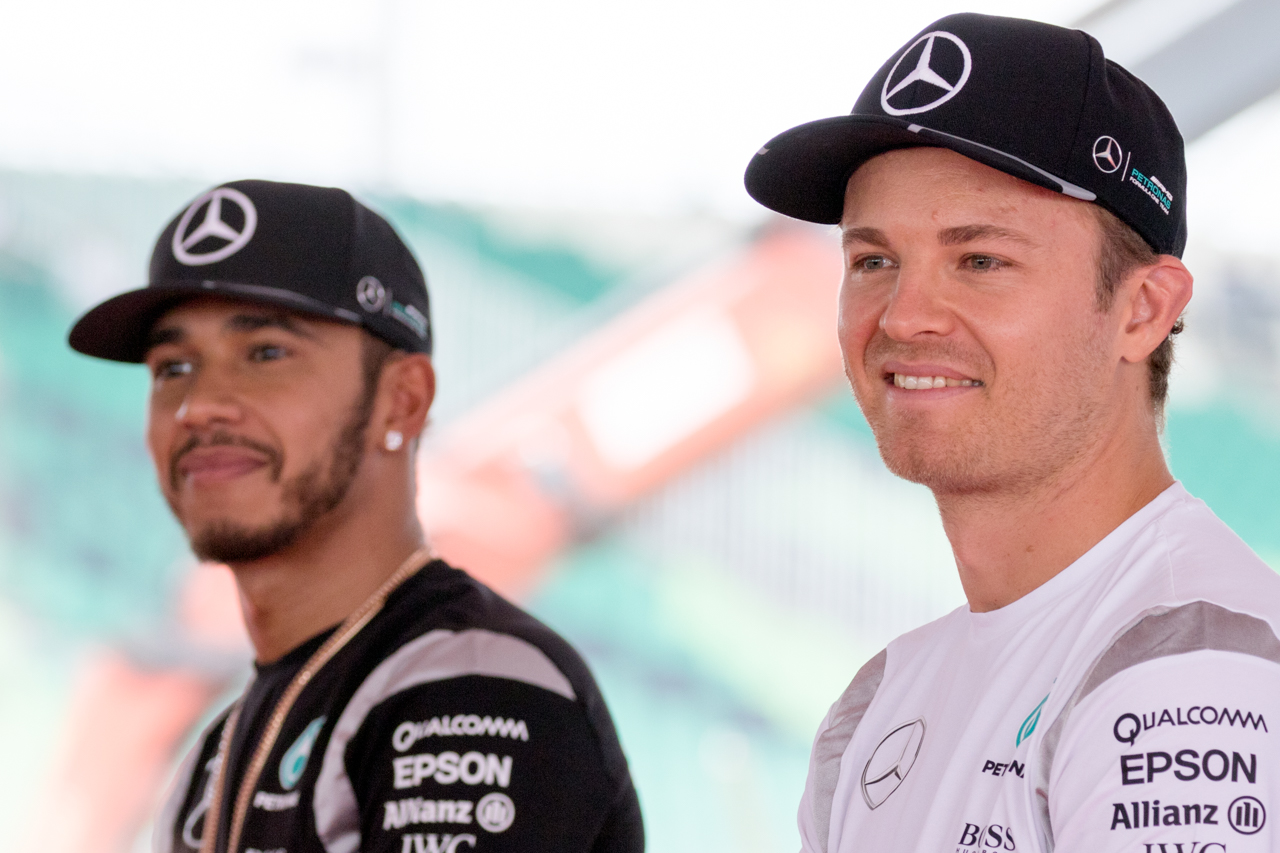
Lewis Hamilton y Nico Rosberg en el Gran Premio de Malasia de 2016.

La rivalidad Hamilton-Rosberg es la rivalidad deportiva de los años 2010 entre el piloto británico Lewis Hamilton y el alemán Nico Rosberg en Fórmula 1. Fue frecuente durante sus cuatro años como compañeros en Mercedes entre 2013 y 2016, período en el que los dos pilotos dominaron la categoría.

## Historia

### Fórmula 1

#### 2013: amigos de la infancia reunidos
En septiembre de 2012, se anunció después de muchas especulaciones de que Hamilton dejaría a McLaren para unirse a Mercedes en la temporada 2013, asociándose a Nico Rosberg después de firmar un contrato de tres años con el equipo alemán. El movimiento fue recibido con sorpresa entre los expertos y el público, y algunos describieron la mudanza a Mercedes, un equipo sin una historia reciente de éxito, como una apuesta.

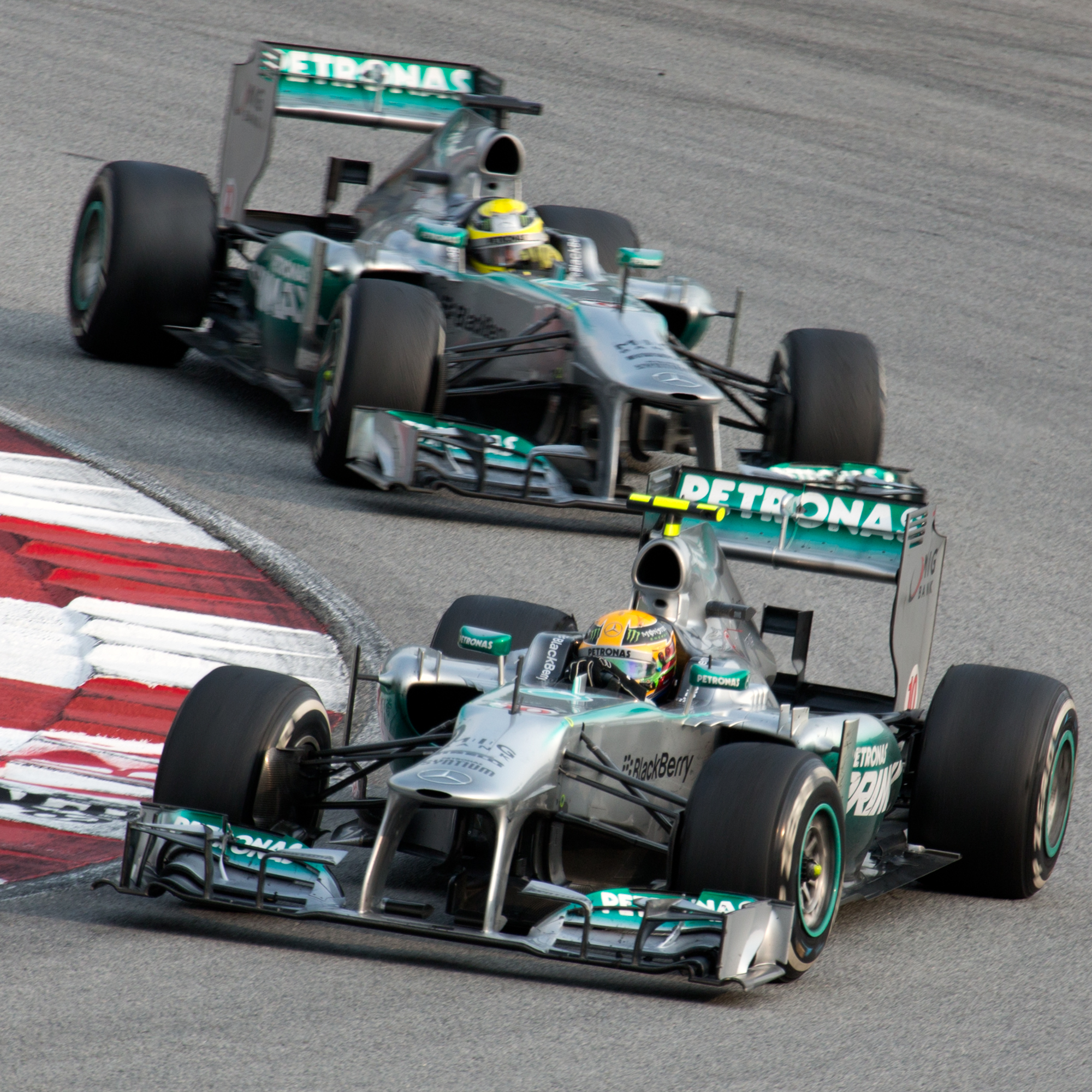
Hamilton delante de Rosberg en el Gran Premio de Malasia de 2013.

Mercedes terminó como subcampeón por detrás Red Bull en el Campeonato de Constructores con 360 puntos. Hamilton, que obtuvo una victoria en Hungría, cuatro terceros lugares y cinco pole position terminó cuarto en la clasificación de pilotos con 189 puntos. Mientras que Rosberg, a pesar de haber ganado en Mónaco y Gran Bretaña, finalizó sexto con 171 puntos. Logró cuatro podios en total y tres pole position. El primer indicio de tensiones entre ambos fue en el Gran Premio de Malasia, donde Mercedes implementó las órdenes del equipo, y le dijo al alemán que se mantuviera en la cuarta posición detrás del británico. Hamilton cuestionó la llamada de radio y después de la carrera admitió que Rosberg había merecido el último lugar en el podio. El incidente pasó sin controversia, ahogado en los días posteriores por el Multi-21 en Red Bull.

#### 2014: batalla por el título
La temporada 2014 dio comienzo a una rivalidad que continuaría dos años más tarde. En el Gran Premio de Australia y Malasia, tanto Hamilton como Rosberg se llevaron victorias dominantes, y terminaron con la cabeza de cualquier otro equipo. Su primera batalla intensa se produjo en el Gran Premio de Baréin cuando ambos pilotos se enfrentaron en un duelo cercano por la victoria. Un coche de seguridad tardío aparentemente le hizo el favor a Rosberg, quien tenía el beneficio de estar con neumáticos más rápidos, pero después del reinicio, Hamilton se mantuvo firme en un encuentro cercano rueda a rueda que pasó sin que el par hiciera contacto.

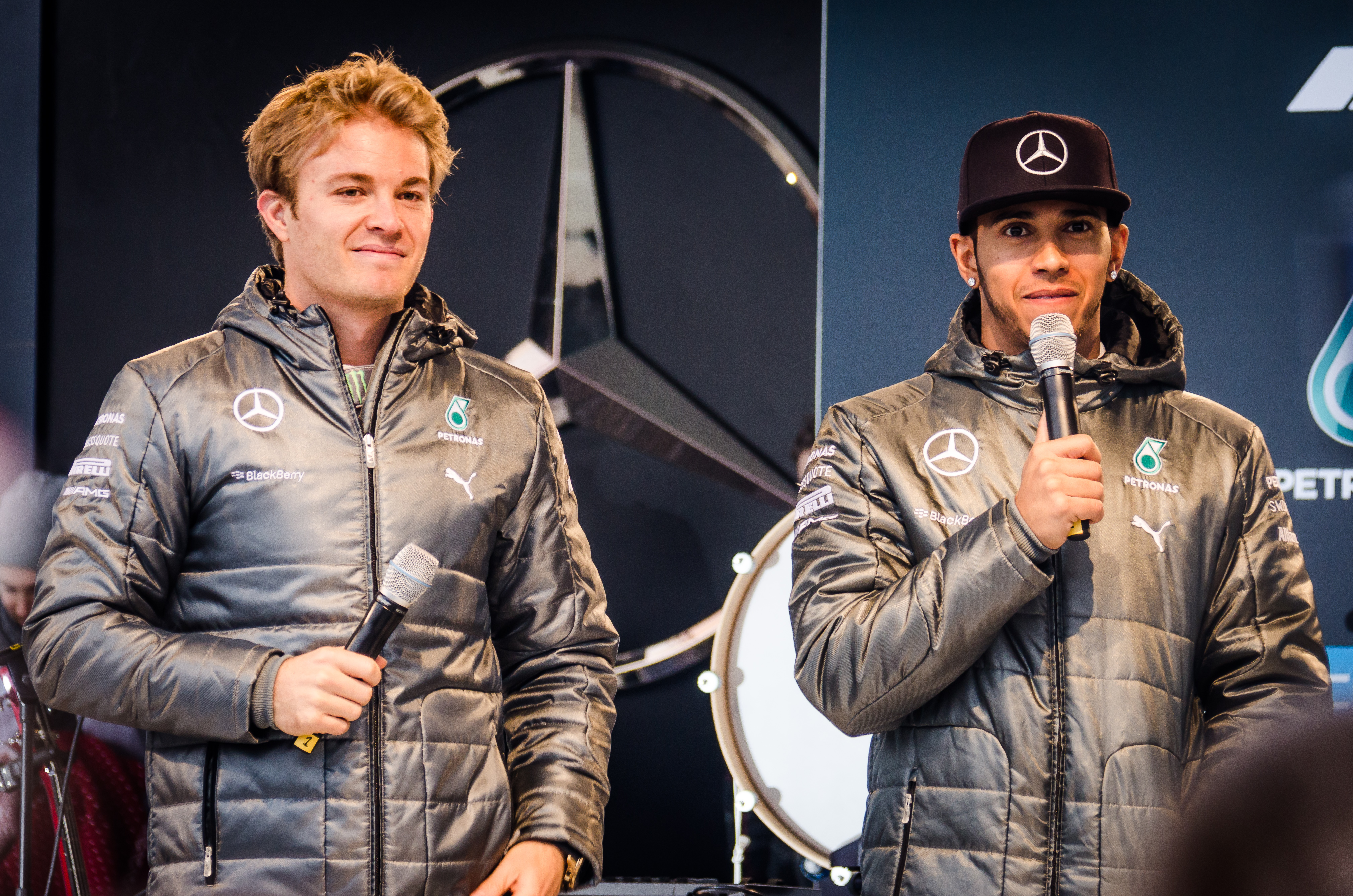
Rosberg y Hamilton batallaron por el título en 2014, decidido en la carrera final.

En el Gran Premio de España, Hamilton llegó con la oportunidad de adelantarse a Rosberg en el campeonato si se llevaba la victoria. Retuvo al alemán al final de la carrera, quien luego dijo que una vuelta extra hubiera sido suficiente para superar a su compañero de equipo. Más tarde se reveló que el británico defendió usando el mismo modo de motor que Rosberg usó en Baréin.
Dos semanas después, en el Gran Premio de Mónaco, Hamilton fue más rápido que su compañero en las tres sesiones de práctica y nuevamente en la Q2. En las etapas finales de la Q3, ambos pilotos de Mercedes iniciaron una vuelta; Rosberg primero, Hamilton segundo. El alemán, en la pole provisional, corrió profundo en Mirabeau y condujo hacia una vía de acceso, lo que provocó la aparición de las banderas amarillas y obligó al británico a abortar su última vuelta de clasificación. Algunos expertos lo calificaron de juego sucio, a lo que Hamilton, cuando le preguntaron si creía que Rosberg se había estrellado a propósito, respondió: «Potencialmente, debía haber sabido que eso iba a suceder». Sin embargo, los comisarios despejaron a Rosberg de cualquier delito y el jefe del equipo, Toto Wolff, refutó la teoría de la conspiración como «toro». A pesar de esto, Hamilton dejó en claro que Nico había arruinado su vuelta a propósito y, después de comenzar y terminar la carrera en segundo lugar, anunció que él y el alemán ya no eran amigos.

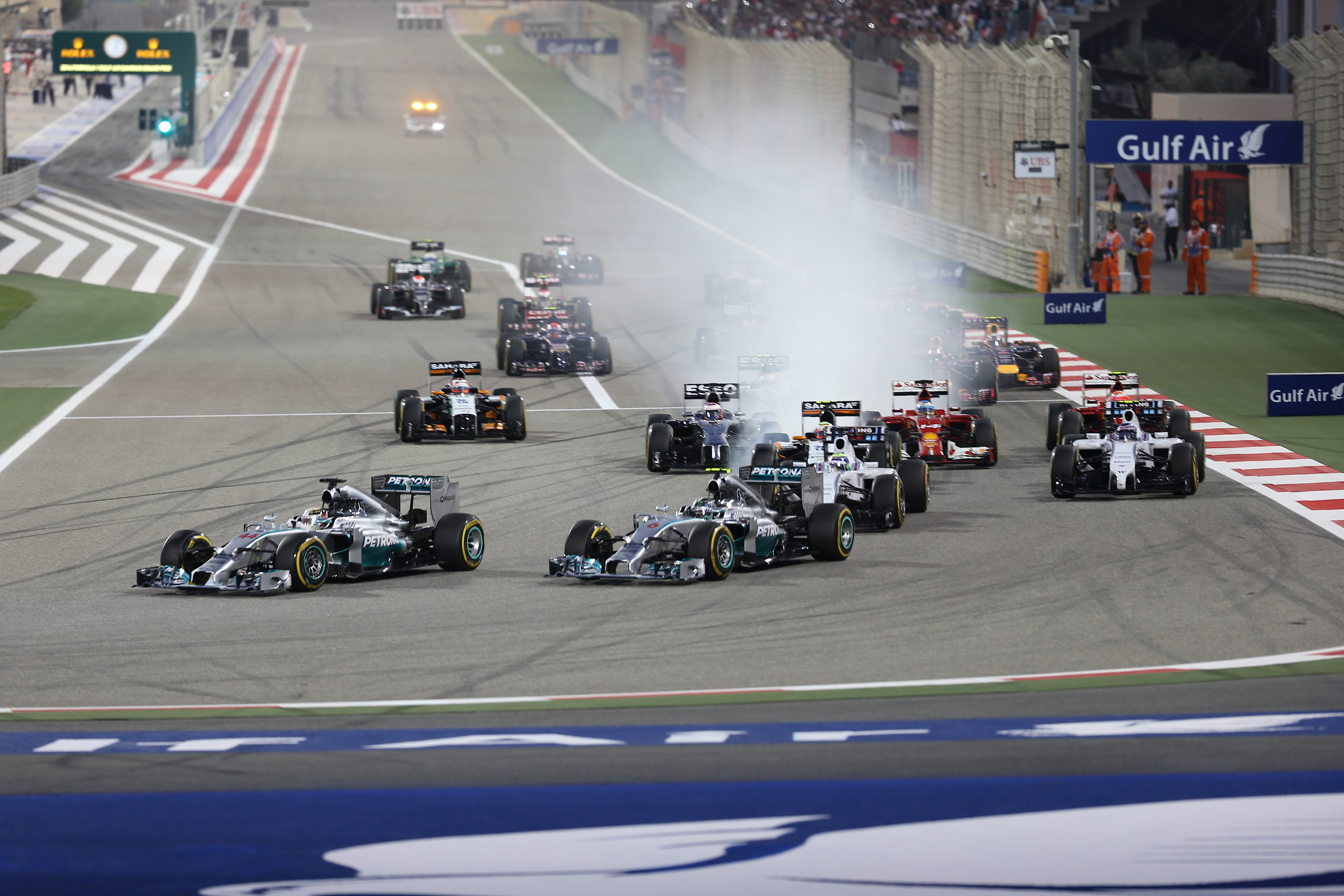
Hamilton obtiene el liderato del Gran Premio de Baréin tras adelantar a Rosberg en la primera curva.

En Hungría, Nico Rosberg se clasificó en la pole, mientras que Hamilton se vio obligado a comenzar desde el Pit Lane cuando una fuga de combustible incendió su monoplaza en la primera sesión de clasificación. Lewis comenzó a pelear en el campo antes de que el coche de seguridad a mitad de carrera barajara el orden, poniendo a Rosberg detrás del británico pero en una estrategia diferente. Cuando el alemán, con neumáticos más frescos, cerró la brecha con Hamilton, Mercedes le pidió al piloto británico que se moviera, sabiendo que el alemán tendría que volver a pisar antes del final de la carrera. Hamilton se negó, razonando que había luchado desde la última posición y que no estaba preparado para disminuir la velocidad para dejar pasar a Rosberg. La decisión significó que Hamilton se mantuvo en la tercera posición, manteniendo a su compañero a raya en las últimas vueltas después de su parada en boxes. Después de la carrera, Mercedes sugirió firmemente que creían que el bloqueo de Hamilton le costó a Rosberg la victoria. Sin embargo, Niki Lauda, presidente no ejecutivo del equipo alemán, habló en apoyo de Hamilton después de la carrera y dijo: «Desde mi punto de vista, Lewis tenía razón», y no se tomó medidas disciplinarias después de la carrera por el incidente.
Ambos contactaron en el Gran Premio de Bélgica, donde Rosberg fue ampliamente criticado por golpear a Hamilton, donde el alemán rompió el alerón delantero y le provocó un pinchazo a su compañero de equipo, haciendo que este se retirara de la carrera. Nico se recuperó para terminar segundo detrás de Daniel Ricciardo, pero más tarde surgió que el alemán había dejado la nariz de su monoplaza para «demostrar un punto» a su compañero al no retroceder. Después de ser abucheado en el podio, Rosberg se vio obligado a pedir disculpas y se tomaron «medidas disciplinarias adecuadas». Sin embargo, algunos defendieron al alemán después de que el británico afirmara que Rosberg lo había golpeado «deliberadamente», con el periodista de The Telegraph, Oliver Brown, describiendo el comentario como «un cerebro firme... otro ejemplo de la victimización [de Hamilton]».
La batalla por el título entre los dos pilotos se decidió en Abu Dabi, donde los equipos y sus pilotos obtuvieron el doble de puntos ganados por las posiciones al final de la carrera. Hamilton tuvo un comienzo perfecto, pasando a Rosberg antes de la curva 1 para tomar la delantera antes de ganar para asegurar su segundo Campeonato del Mundo. Rosberg finalmente terminó en el puesto 14, debido a los problemas de potencia en su Mercedes F1 W05 Hybrid. A pesar de los consejos de radio para retirar el monoplaza, Rosberg dijo que le gustaría ir al final y terminar la carrera, lo que finalmente hizo. Antes de la ceremonia del podio, el alemán fue a felicitar a Hamilton por ganar el título. Más tarde, el británico le rindió tributo a Rosberg por su amabilidad en la derrota. Lewis terminó la temporada con 384 puntos, registrando 11 victorias y 7 pole position por delante de Rosberg, quien terminó con 317 puntos, registrando 5 victorias y 11 pole position.

#### 2015: Hamilton nuevamente campeón
En la temporada 2015, de manera similar a la anterior, el dominio de Mercedes sobre el resto los equipos se confirmó en la primera carrera en Australia, donde fue un 1-2 para el equipo alemán, más de 34 segundos por delante del tercer puesto de Sebastian Vettel. Los dos pilotos volvieron a dominar la temporada, aunque la batalla entre los dos resultó ser un asunto menos cercano ya que Hamilton aseguró el título con tres carreras restantes en el Gran Premio de los Estados Unidos.
Lewis llegó a Estados Unidos sabiendo que necesitaba la victoria para reclamar el título. Después de que forzó agresivamente a Rosberg a lo ancho en la curva 1 a reclamar el liderato, se desarrolló una emocionante carrera en la que la ventaja se movía continuamente entre los dos pilotos de Mercedes y los dos Red Bull que perseguían. Un Nico Rosberg encendido lideró en las últimas vueltas, pero un error en la curva 12, fue profundo y dejó que su compañero pasara un puñado de vueltas desde la bandera. El británico nunca renunció al liderato y reclamó su tercer campeonato. El alemán estaba furioso después de la carrera, diciendo que el movimiento de la primera vuelta de Hamilton había sido «un paso demasiado lejos». Infame lanzó su gorra de podio a Lewis mientras esperaban para subir al mismo.
Lewis Hamilton terminó la temporada con 381 puntos, con un total de 10 victorias y 11 pole position para ganar el Trofeo Pole de la FIA por obtener la mayor cantidad de poles en la temporada, y el Trofeo DHL Vuelta Rápida por sus 8 vueltas rápidas, y Rosberg terminó la temporada con 322 puntos, obteniendo 6 victorias y 11 poles.

#### 2016: título para Rosberg

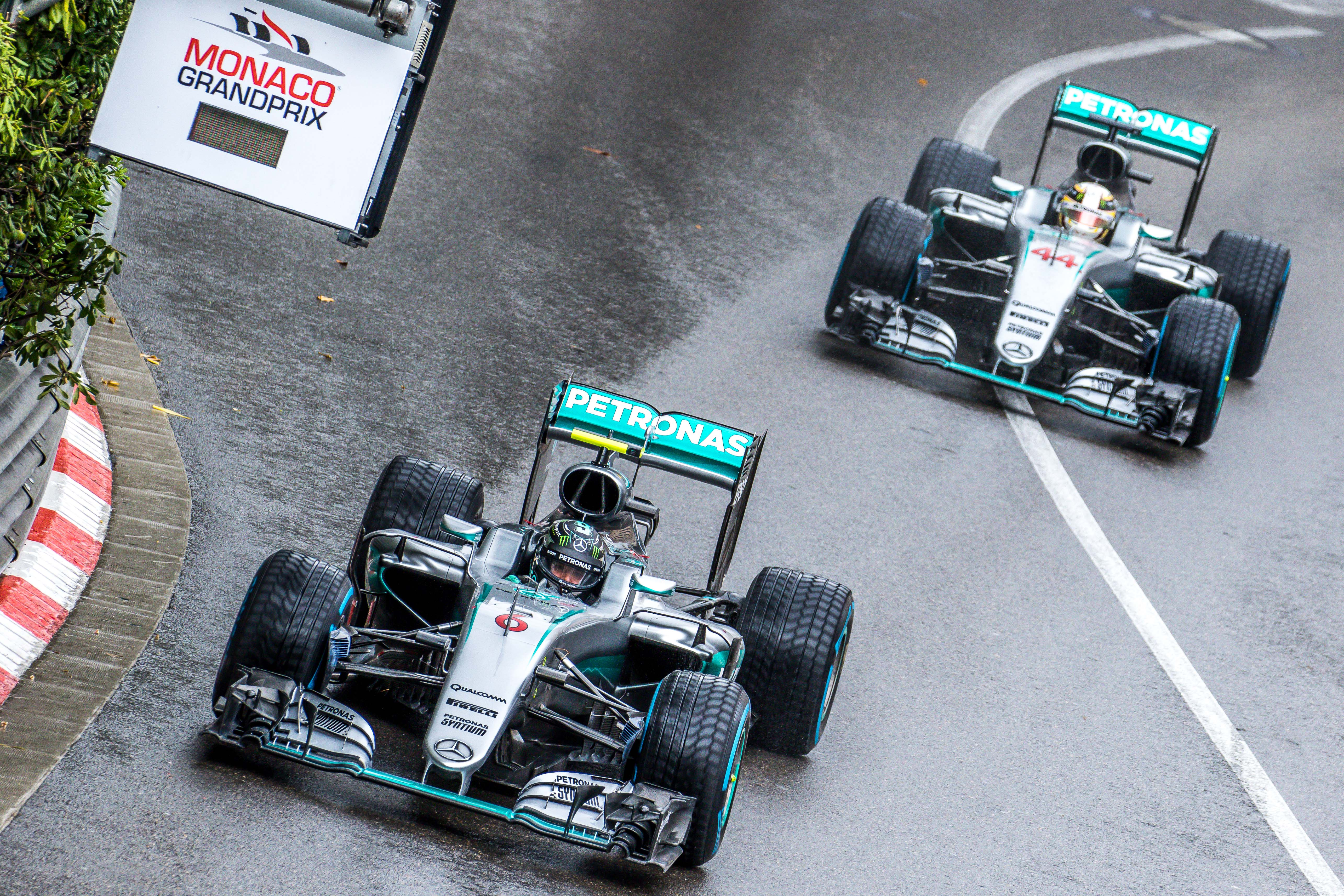
Nico Rosberg delante de Lewis Hamilton durante el Gran Premio de Mónaco de 2016.

Después de perder el título en Austin en 2015, Rosberg tuvo una racha de siete victorias, que incluyeron las primeras cuatro carreras de 2016. Llegando al Gran Premio de España, lideró a Hamilton con 43 puntos, que luego obtuvo la pole position por delante del alemán. Luego de un buen comienzo para los dos pilotos de Mercedes, Rosberg pasó a Hamilton por el exterior de la curva 1. Al pasar por las siguientes curvas, el monoplaza de Nico entró en un modo de motor incorrecto debido a un error que había cometido en la vuelta de formación. Eso significaba que era más lento que Hamilton al salir de la curva 3, y el británico se movió junto al alemán para adelantar al líder. Luego, Rosberg obligó a Hamilton a subir al césped donde perdió el control, finalmente giró hacia Rosberg, provocando el abandono de ambos. Mientras que ambos pilotos se culparon mutuamente por el incidente, los comisarios consideraron que se trataba de un incidente de carreras que justificaba que Lewis Hamilton había sido justificado en su intento, ya que era 17 km por hora (11 mph) más rápido que su compañero al salir de la curva 3. Niki Lauda echó la culpa al británico, lamentando la oportunidad perdida de asegurar una victoria en la carrera, diciendo que «Lewis es demasiado agresivo. Es una estupidez, podríamos haber ganado esta carrera». Posteriormente, Lewis insistió en que el incidente no dañó su relación con Rosberg, que luego admitió que se había suavizado desde 2014.
En Austria, Rosberg, que luchaba con un problema de frenos, esperaba ganar. Pero en las últimas vueltas Hamilton se cerró y un error de Rosberg en la curva 1 en la última vuelta le dio un mejor impulso en el trazo largo a la curva 2. El británico eligió el exterior, moviéndose junto al alemán cuando se acercaban a la esquina. Cuando Lewis giró para doblar la esquina, Nico siguió recto, causando una colisión y dañando el alerón delantero del alemán. Hamilton pasaría a ganar la carrera, mientras que Rosberg bajaría al cuarto lugar en las curvas finales. Ambos pilotos culparon al otro, mientras que el jefe del equipo, Toto Wolff, amenazó las órdenes de equipo en futuras carreras. Los comisarios culparon a Rosberg por el incidente y le otorgaron dos puntos de penalización por no permitir el «espacio de carreras» y provocar una colisión.

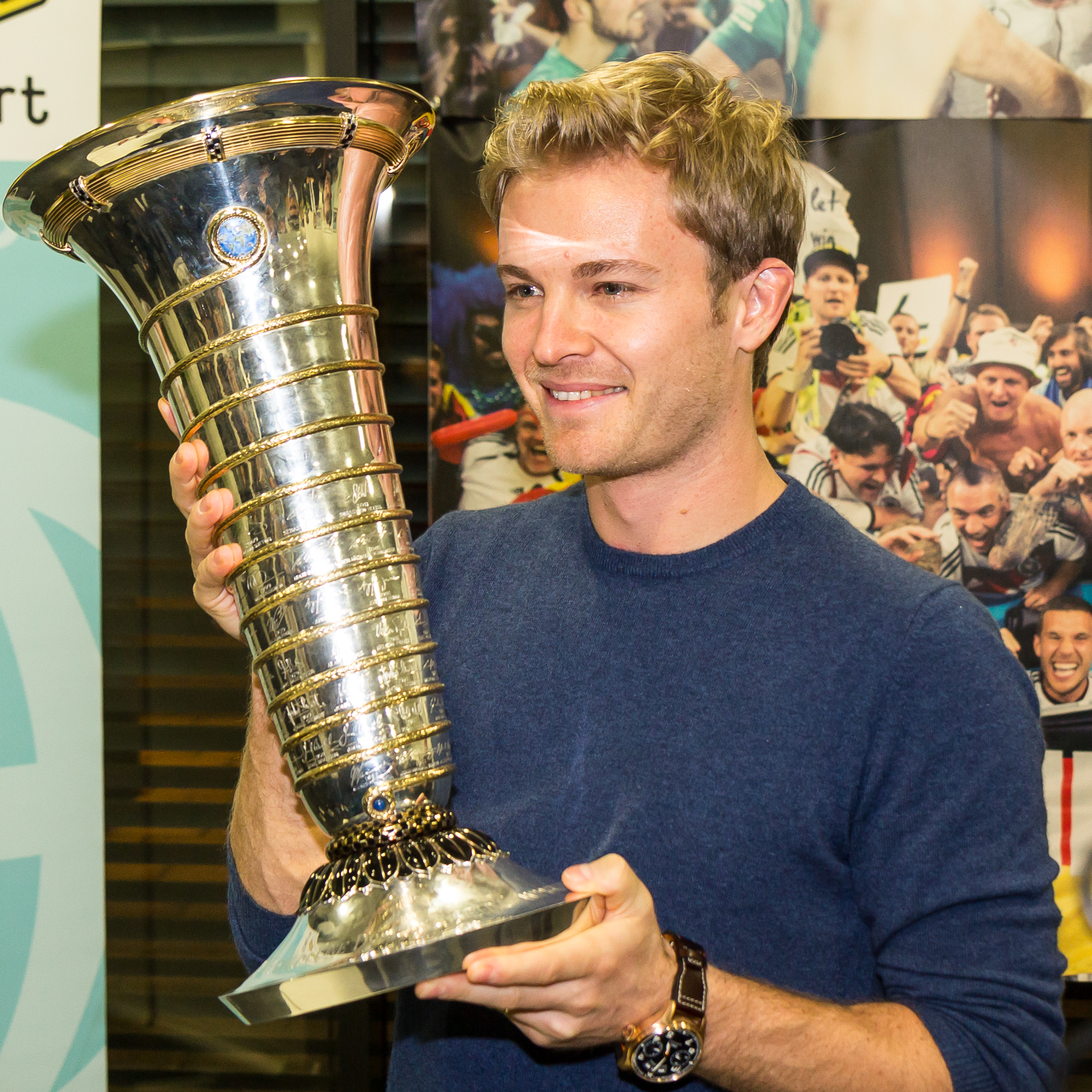
Cinco días después de haber conseguido el título, Rosberg anunció su retiro de las pistas.

En el Gran Premio de Abu Dabi, Rosberg entró a la ronda con una ventaja de doce puntos sobre su compañero en el Campeonato de Pilotos. En las últimas vueltas de la carrera, el británico desafió las órdenes de equipo, primero de su ingeniero de carrera y luego por el director técnico del equipo, y deliberadamente redujo la velocidad para hacer retroceder al alemán al final de la carrera en un intento por alentar a los rivales Sebastian Vettel y Max Verstappen, superó a su compañero de equipo, lo que le habría permitido ganar el Campeonato del Mundo. A pesar de las tácticas de Hamilton, Rosberg terminó segundo y logró su primer Campeonato Mundial por cinco puntos sobre Lewis.

#### Retiro de Nico Rosberg
El 2 de diciembre de 2016, cinco días después de ser Campeón del Mundo, Rosberg a través de sus redes sociales, anunció su retirada de Fórmula 1. Según fuentes cercanas al alemán, este habría tomado la decisión de retirarse después de ganar en Japón y si lograba ganar el campeonato luego de tener en ese momento 33 puntos de ventaja con su compañero de equipo.

## Estadísticas

Progreso de puntuación de Rosberg y Hamilton durante la temporada 2016.

### Resumen
| Piloto         | Grandes Premios | Títulos | Victorias | Poles | VR | Podios | Puntos |
| -------------- | --------------- | ------- | --------- | ----- | -- | ------ | ------ |
| Nico Rosberg   | 78              | 1       | 22        | 29    | 16 | 50     | 1195   |
| Lewis Hamilton | 78              | 2       | 35        | 35    | 19 | 55     | 1334   |

- Solo incluye datos entre 2013 y 2016.

### Por temporada
| Año      | Piloto         | Grandes Premios | Victorias | Poles | VR | Podios | Puntos | Pos. |
| -------- | -------------- | --------------- | --------- | ----- | -- | ------ | ------ | ---- |
| 2013     | Nico Rosberg   | 19              | 2         | 3     | 0  | 4      | 171    | 6.º  |
| 2013     | Lewis Hamilton | 19              | 1         | 5     | 1  | 5      | 189    | 4.º  |
| 2014     | Nico Rosberg   | 19              | 5         | 11    | 5  | 15     | 317    | 2.º  |
| 2014     | Lewis Hamilton | 19              | 11        | 7     | 7  | 16     | 384    | 1.º  |
| 2015     | Nico Rosberg   | 19              | 6         | 7     | 5  | 15     | 322    | 2.º  |
| 2015     | Lewis Hamilton | 19              | 10        | 11    | 8  | 17     | 381    | 1.º  |
| 2016     | Nico Rosberg   | 21              | 9         | 8     | 6  | 16     | 385    | 1.º  |
| 2016     | Lewis Hamilton | 21              | 10        | 12    | 3  | 17     | 380    | 2.º  |
| Fuentes: |                |                 |           |       |    |        |        |      |